# Ederra
Francisco Javier Ederra Goñi, conocido futbolísticamente como Ederra (Pamplona, 7 de diciembre de 1945) fue un futbolista español que jugó de defensa. Durante su carrera deportiva jugó en tres equipos: el Club Atlético Osasuna, el Burgos Club de Fútbol y el Granada Club de Fútbol.

## Carrera deportiva
Nacido en Pamplona, Ederra, se formó en las categorías inferiores del club de su ciudad natal, el Club Atlético Osasuna, con el que debutó con el primer equipo en 1965 cuando el club navarro jugaba en Segunda División. Con el Osasuna jugó 28 partidos y marcó 1 gol.
En la temporada 1966-67 mejoró sus números al jugar 30 partidos y marcar 2 goles, mientras que en la 1967-68 jugó 22 partidos y marcó 1 gol. Aun así, el Osasuna descendió en esta última temporada a Tercera División.
Tras una buena temporada en Tercera División el Osasuna vuelve a ascender a Segunda, realizando una mala temporada de nuevo y volviendo a descender. En esta ocasión, Ederra, decidió marcharse de Osasuna recalando en el Burgos Club de Fútbol, que jugaba en Segunda División, donde tras realizar su mejor temporada hasta el momento, jugando 37 partidos y marcando 3 goles, logró el ascenso a Primera División.
En su segunda temporada con el Burgos volvió a superar la treintena de partidos con el club de Castilla y León, mientras que en la tercera temporada descendió con su equipo a Segunda División, y todo a pesar de que Ederra marcó 3 goles a lo largo de treinta partidos.
Después de que el Burgos no consiguiera regresar a Primera División fichó por el Granada Club de Fútbol, que sí se encontraba en la máxima categoría del fútbol español. En las dos primeras temporadas fue titular en el Granada, con el que sumó un nuevo descenso en su carrera en la segunda de ellas. En Segunda División perdió el protagonismo con el club andaluz, retirándose al final de esa temporada.

## Clubes
- Club Atlético Osasuna (1965-1970)
- Burgos Club de Fútbol (1970-1974)
- Granada Club de Fútbol (1974-1977)